# OH MY LOVE
《OH MY LOVE》(오 마이 러브)는 일본의 밴드 ZARD의 다섯 번째 정규 앨범으로, 1994년 6월 4일 발매되었다. (CD: BGCH-1014)

## 수록곡
| #            | 제목                                                                            | 작사                        | 작곡                  | 편곡          | 재생 시간 |
| ------------ | ------------------------------------------------------------------------------- | --------------------------- | --------------------- | ------------- | --------- |
| 1.           | 〈〈Oh my love〉〉                                                              | 사카이 이즈미               | 오다 테츠로           | 아카시 마사오 | 4:33      |
| 2.           | 〈〈Top Secret〉〉 (gh)                                                         | 사카이 이즈미               | 쿠리바야시 세이이치로 | 아카시 마사오 | 5:11      |
| 3.           | 〈〈절대 잊지 않겠어요〉〉 (きっと忘れない 킷토와스레나이[*])                   | 사카이 이즈미               | 오다 테츠로           | 아카시 마사오 | 4:14      |
| 4.           | 〈〈조금 더 조금만 더...〉〉 (もう少し あと少し… 모스코시 아토스코시[*])        | 사카이 이즈미               | 쿠리바야시 세이이치로 | 아카시 마사오 | 4:48      |
| 5.           | 〈〈비에 젖어〉〉 (雨に濡れて 아메니누레테[*])                                  | 사카이 이즈미 / 우에스기 쇼 | 쿠리바야시 세이이치로 | 아카시 마사오 | 4:34      |
| 6.           | 〈〈이 사랑에 지칠때도〉〉 (この愛に泳ぎ疲れても 코노아이니오요기츠카레테모[*]) | 사카이 이즈미               | 오다 테츠로           | 아카시 마사오 | 4:16      |
| 7.           | 〈〈I still remember〉〉                                                        | 사카이 이즈미               | 쿠리바야시 세이이치로 | 아카시 마사오 | 6:06      |
| 8.           | 〈〈If you gimme smile〉〉                                                      | 사카이 이즈미               | 쿠리바야시 세이이치로 | 아카시 마사오 | 4:03      |
| 9.           | 〈〈내년 여름도〉〉 (来年の夏も 라이넨노나츠모[*])                              | 사카이 이즈미               | 쿠리바야시 세이이치로 | 아카시 마사오 | 4:33      |
| 10.          | 〈〈당신에게로 돌아가고 싶어요〉〉 (あなたに帰りたい 아나타니카에리타이[*])     | 사카이 이즈미               | 쿠리바야시 세이이치로 | 아카시 마사오 | 6:19      |
| 총 재생 시간 | 총 재생 시간                                                                    | 총 재생 시간                | 총 재생 시간          | 총 재생 시간  | 48:35     |

## 크레딧
아래는 《OH MY LOVE》 음반에 적혀있는 내용을 발췌한 것이다:
- 감독: 코마츠 히사시 (小松久), 테라오 히로시 (寺尾広, 이상 BMF)
- 조감독: 나카무라 코지 (BMF)
- 녹음 / 믹싱: 노무라 마사유키 (野村昌之, Birdman)
- 녹음: 시마다 마사히로 (島田勝弘, Birdman)
- 보조 엔지니어: 진노 슈이치, 후루카와 이치코 (古川伊知子, 이상 Birdman)
- 아트 디렉터: 스즈키 켄이치 (鈴木謙一, Be-Planning)
- 디자인: 하스이 치호 (蓮井千穂, Be-Planning)
- 사진: 카미키 유, 호소노 신지 (細野晋司)
- 스타일리스트: 아이자와 히로미 (相沢ひろみ, TETRAPOT FILMS), 야스이 이치코 (安井いち子, Aim)
- 코디네이터: 치에코 모리타 (Be-Planning)
- 매니저: 야마모토 카즈오 (池澤公隆, Stardust Promotion)
- 프로모션 스태프: 코바야시 사유리, 타카기 신이치 (高木信一, 이상 Ading)
- 레이블 매니저: 와타나베 준 (渡辺潤), 무토 요시미 (武藤好美, 이상 B-Gram RECORDS)
- 슈퍼바이저: 나카지마 마사오 (中島正雄, Being)